# Sint-Joriskerk (Sofia)
De Kerk van Sint-Joris (Bulgaars: Ротонда „Свети Георги“, Rotonda "Sveti Georgi") is een vroegchristelijke rotonde in de Bulgaarse hoofdstad Sofia. De kerk is gebouwd in de 4e eeuw en wordt beschouwd als het oudste gebouw van Sofia.
Het is gelegen vlak achter een hotel bij de presidentiële residentie, tussen restanten van de oude stad Serdica (de Romeinse naam voor Sofia). In de kerk zijn nog fresco's aanwezig uit de 12e tot de 14e eeuw. De fresco's waren gedurende de jaren van Ottomaanse overheersing verstopt achter een neutrale verflaag en werden pas in de 20e eeuw herontdekt.